# Grégory Saliba
Pour les articles homonymes, voir Saliba.
Pas d'image ? Cliquez ici

a Compétitions nationales et continentales officielles uniquement.

Dernière mise à jour le 6 février 2025.
Grégory Saliba, né le 8 septembre 1979 à Toulouse, est un joueur de rugby à XV français qui évolue au poste de pilier (1,88 m pour 113 kg).